# Mädchen Amick
Mädchen Amick [meɪdʃən ˈeɪmɪk], född 12 december 1970 i Sparks i Nevada, är en amerikansk skådespelerska och TV-regissör.
Mädchen Amick är mest känd för rollen som Shelley Johnson i Twin Peaks, långfilmen Twin Peaks: Fire Walk with Me och uppföljarserien Twin Peaks.

## Biografi
Mädchen Amicks föräldrar har delvis tyskt ursprung.
Amick har bland annat gjort rollen som Shelly Johnson i TV-serien Twin Peaks och långfilmen Twin Peaks: Fire Walk with Me. Hon hade också en bärande roll i TV-serien Central Park West.
Amick har även haft biroller i flera TV-serier, bland andra Cityakuten och Joey. Hon var också med i pilotavsnittet av Baywatch och har dessutom medverkat i ett par avsnitt av Gossip Girl. Hon spelar även Alice Cooper, Betty Coopers mamma, i serien Riverdale.
Amick har varit gift med låtskrivaren, sångaren och pianisten David Alexis sedan den 16 december 1992. Tillsammans har de en son och en dotter.

## Filmografi (urval)
- 1989 – Baywatch (TV-serie) (1 avsnitt)
- 1989 – Star Trek: The Next Generation (TV-serie) (1 avsnitt)
- 1990–1991 – Twin Peaks (TV-serie) (26 avsnitt)
- 1992 – Sömngångare
- 1992 – Twin Peaks: Fire Walk with Me
- 1999 – Dawsons Creek (TV-serie) (3 avsnitt)
- 2002–2003 – Gilmore Girls (TV-serie) (3 avsnitt)
- 2003 – Ed (TV-serie) (1 avsnitt)
- 2004–2005 – Cityakuten (TV-serie) (10 avsnitt)
- 2005 – Joey (TV-serie) (5 avsnitt)
- 2006 – I lagens namn (TV-serie) (1 avsnitt)
- 2008 – Californication (TV-serie) (5 avsnitt)
- 2008 – Gossip Girl (TV-serie) (4 avsnitt)
- 2008 – Shark (TV-serie) (1 avsnitt)
- 2010 – CSI: New York (TV-serie) (3 avsnitt)
- 2010 – Damages (TV-serie) (5 avsnitt)
- 2011 – Priest
- 2012 – Beauty & the Beast (TV-serie) (1 avsnitt)
- 2012 – Drop Dead Diva (TV-serie) (2 avsnitt)
- 2012 – In Plain Sight (TV-serie) (2 avsnitt)
- 2012 – Mad Men (TV-serie) (1 avsnitt)
- 2012 – Ringer (TV-serie) (2 avsnitt)
- 2016–2017 – Love (TV-serie) (3 avsnitt)
- 2017 – Twin Peaks (TV-serie) (7 avsnitt)
- 2017–2023 – Riverdale (TV-serie) (137 avsnitt)